# Riuszád
Riuszád (románul Râu Sadului) falu Romániában, Erdélyben, Szeben megyében, a Szebeni-Hegyalja tájegységben, az azonos nevű község központja.

## Fekvése
Szórt település 600–1250 méteres tengerszint feletti magasságban, a Csindrel-hegységben, Nagyszebentől 30 kilométerre délre. A központot a Beberani falurész alkotja. A patak mentén futó főutca és az abból leágazó mellékutak mentén helyezkedik el a falut alkotó többi házcsoport: Ciupari, Măilați, Fundul Râului, Sădurel, Dudaș, Gâtu Berbecului, Bătrâna és Rozdești.

## Nevének eredete
Neve a Cód patak román nevéből való (román râu 'folyóvíz').

## Története
Resináriak kirajzásával jött létre 1726 után.
1882-ig a patakon jelentős faúsztatás folyt. A 19. században lakói építkezési faszerkezeti elemekkel és gyümölccsel folytattak cserekereskedelmet.
A 14 386 kataszteri holdas, addig erdészetileg nem művelt vöröstorony–lotrui, a Lotru-hegységben fekvő erdőbirtok faanyagát a magyar állam 1907-ben, árverésen a Magyar-Olasz Erdőipar Rt.-nek adta el. A Riuszádtól délnyugatra fekvő Balindru völgyből három év alatt 26,3 km hosszú drótkötélpályát, a Nagytalmácstól három km-re fekvő fűrésztelepig 24 km keskeny nyomtávú vasutat, onnan pedig ipari vágányt építtettek a vöröstoronyi vasútig. Ezen az úton szállították el a hegység olykor háromszáz éves, kivágott fáit.

## Lakossága
- 1850-ben a község 665 lakosából 644 román és 21 roma; 538 ortodox és 97 görögkatolikus felekezetű volt.
- 2002-ben 636 lakosából 635 volt román és 624 ortodox.
- A 2011-es népszámlálás adatai alapján a község népessége 571 fő volt, melynek 96,85-a román.[3] Vallási hovatartozás szempontjából a lakosság 95,8%-a ortodox és 1,05%-a a Keresztyén Testvérgyülekezethez tartozik.[4]

## Gazdasága
- Faluturizmus.

## Híres emberek
- Itt születtek Sava Săvoiu–Popovici (1818–1906) pap, festő, szobrász és Victor Iliu(wd) (1912–1968) filmrendező.[5]